# وحید تاج
وحید تاج (زادهٔ ۱۷ آبان ۱۳۶۲ در دزفول) خواننده موسیقی اصیل و سنتی ایرانی است.

## زندگی
وحید تاج ۱۷ آبان سال ۱۳۶۲ در دزفول متولد شد. وی فارغ‌التحصیل لیسانس موسیقی و فوق لیسانس آهنگسازی از دانشگاه سوره تهران است. او خوانندگی را از کودکی آغاز کرد و در نوجوانی و جوانی برای مدتی در دزفول مداحی می کرد، او همچنین از شاگردان محمدرضا شجریان بوده‌است. وی فرزند «علیرضا تاج» از هنرمندان ردیف‌شناس آواز دزفول است.

## ممنوع‌الکاری
با اینکه در ۲۸ فروردین ۱۴۰۴ قرار بود وحید تاج اجرایی در تالار اندیشه حوزه هنری داشته باشد، اما اجرای وی منع شد. که برخی این را به‌خاطر اجرای پربازدید وی در شبکه‌های اجتماعی با نگینه امانقلوا و سارا نائینی به رهبری آرش فولادوند دانسته‌اند. وحید تاج در کنسرت «نامیرا» که توسط ارکستر سمفونیک تهران در دو سانس روزهای ۲۸ و ۲۹ مرداد ۱۴۰۴ به رهبری نصیر حیدریان و آهنگسازی بهزاد عبدی در تالار وحدت برگزار شد، به همراه خوانندگانی دیگر روی صحنه رفت. این اثر ارکسترال-آوازی آئینی، با حضور بیش از ۱۳۰ نوازنده و هنرمند اجرا شد و بسیاری از رسانه‌ها حضور وحید تاج را به‌عنوان نشانه‌ای از رفع ممنوع‌الکاری تعبیر کردند.

## استادان
استادان آواز: محمدرضا شجریان، علی تاج، حمید رضا نوربخش، مظفر شفیعی و کریم صالح عظیمی
استادان آهنگسازی: مصطفی کمال پورتراپ، شریف لطفی، تقی ضرابی، کیاووش صاحب نسق، نادر مشایخی، وارطان ساهاکیان

## افتخارات و جوایز
1. مقام اول آواز جشنواره خوزستان سال ۱۳۸۵
2. مقام اول آواز جشنواره جوان سال۱۳۸۶
3. مقام اول سال ۲۰۰۸ جشنواره بلونیا (اجرای قطعه پارسی به آهنگسازی امیرحسین اسلامی با ارکستر سمفونیک ایتالیا)
4. مقام اول آواز جشنواره ملی جوان ایرانی سال ۱۳۸۹
5. مقام اول آواز جشن خانه موسیقی سال ۱۳۹۰
6. مقام اول آواز جشنواره بین‌المللی موغام کشور آذربایجان سال ۲۰۱۵
7. مقام اول آواز در هفدهمین جشن خانه موسیقی ایران سال ۱۳۹۵
8. مقام اول آواز در هجدهمین جشن خانه موسیقی ایران سال ۱۳۹۶
9. جایزه باربد سی و ششمین جشنواره موسیقی فجر، برای خوانندگی آلبوم موسیقی از برگ‌ها، ۱۳۹۹[۱۵]

## ترانه شناسی

### آلبوم‌ها
آلبوم‌های موسیقی منتشر شده:
1. «خانه غریب» به آهنگسازی پویان بیگلر
2. «سرسماع» با همکاری زکریا یوسفی و مرتضی صنایعی
3. «برف خوانی» به آهنگسازی علی قمصری
4. «ساز شبانگاهی» به آهنگسازی رامین صفایی
5. «خاطره» به آهنگسازی هومن مهدویان
6. «وکاپلا» به سرپرستی میلاد عمرانلو
7. «از روزگار رنگ آمیز» همراه با گروه سپید و سیاه
8. «در آتش مشتاقی» به آهنگسازی عیسی غفاری
9. «اجاق سرد» به آهنگسازی مهدی قاسمی
10. «رفته‌ای که بازآیی» به آهنگسازی سیروس جمالی
11. «دورگرد» به آهنگسازی هومن مهدویان
12. «اسب و آتش» به آهنگسازی آرش کامور
13. آلبوم تصویری «رقص پاییز» به آهنگسازی مجید درخشانی و علی مصطفوی
14. «چشم انتظار» به آهنگسازی رامین صفایی
15. «عطار» به آهنگسازی آرش کامور
16. «در عشق زنده باید» به آهنگسازی مجید مولانیا
17. «اجاق سرد» به آهنگسازی مهدی حاجی قاسمی
18. «هماگون» به آهنگسازی محمدرضا دستگاهدار در دستگاه همایون، با اشعاری از سعدی، شهریار، ملک الشعرای بهار و رهی معیری ۱۳۹۷[۱۶]
19. «دمی درنگ» به آهنگسازی مجید قدیانی
20. «گوهر جان» به آهنگسازی سلمان سالک
21. «سِحر سَحَر» به آهنگسازی فرشید کاکاوند
22. «سپند دل» به آهنگسازی محمدرضا عزیزی
23. «از آن سوی مه» به آهنگسازی علیرضا علی‌حیدری [۱۷][۱۸][۱۹][۲۰][۲۱][۲۲]

### تک آهنگ‌ها[۲۳]
- بخوان به نام عاشقی
- یادگاری
- یک روز می‌آیی به آهنگسازی محمدرضا عزیزی
- جانان
- سقوط
- صبح دریایی
- تصنیف بهار
- مست عشق
- همسایه با آهنگسازی هاشم شریف‌زاده

### موزیک ویدیوها[۲۳]
- نامه‌ها
- سقوط
- یادگار سرو
- مست و دیوانه، گروه تنبورنوازان طرز، آهنگساز فرشید کاکاوند